# Colégio Visconde de Porto Seguro
O Colégio Visconde de Porto Seguro (ex-Deutsche Schule, ou "Escola Alemã", em português, e ex-Ginásio Brasileiro-Alemão, frequentemente mencionada como Porto Seguro ou simplesmente CVPS) é uma tradicional escola privada de São Paulo, localizada no distrito do Morumbi, ao lado do Estádio do Morumbi. A escola foi oficialmente reconhecida pelo governo brasileiro em 1935.
A escola foi eleita, em 2001, a melhor escola de São Paulo pela revista Veja. Hoje, existem várias unidades relacionadas a ela.
De acordo com a Deutsche Welle, o CVPS é a maior escola alemã do mundo, com quase onze mil alunos em 2009.

## História
Em 22 de setembro de 1878, o cônsul honorário da Alemanha, Bernhard Staudigel, e um grupo de compatriotas fundaram a Sociedade Mantenedora da Escola Alemã. Superadas as dificuldades iniciais, a Deutsche Schule, que fora instalada em um prédio alugado, na Rua Florêncio de Abreu, no Centro de São Paulo, abriu suas portas a 52 alunos em 7 de janeiro de 1879.
De acordo com documentos históricos, o objetivo da escola era proporcionar aos filhos dos imigrantes alemães uma "educação que os habilitasse a se expressar na língua de seus pais e que cultivasse a história e geografia da pátria brasileira". O desenvolvimento da instituição motivou a visita do Imperador Dom Pedro II, em 18 de setembro de 1886.
Em 1913 a escola mudou-se para seu próprio prédio na Rua Olinda, atual Praça Roosevelt, num prédio hoje ocupado pela Escola Estadual Caetano de Campos, contando com a contribuição de famílias alemãs, entre as quais as famílias Brenne e Fundação Heydenreich. Como a demanda por novas matrículas aumentou, duas novas unidades foram construídas, uma na Consolação e outra na Barra Funda.
Em 1943, as dificuldades da Segunda Guerra Mundial exigiram mudanças na escola. O ensino em alemão precisou ser abandonado, e o ex-diretor da Deutsche Schule, Gustaf Adolf Hoch, foi preso, ao lado de onze outros professores alemães. Ainda nesse ano, o nome da instituição foi alterado, primeiramente, para Ginásio Brasileiro-Alemão e, mais tarde, para Colégio Visconde de Porto Seguro, em homenagem a Francisco Adolfo de Varnhagen, o Visconde de Porto Seguro, historiador e diplomata teuto-brasileiro. O colégio voltou a desenvolver-se a partir de 1950 e, em 1955, a sociedade mantenedora passou à forma jurídica de fundação.
Em 18 de outubro de 1974, a antiga sede que funcionava no Centro de São Paulo foi transferida para um prédio construído em terreno com Mata Atlântica nativa, local onde atualmente se localiza.
O músico alemão Karl Richter foi contratado para dirigir o Coral do Colégio Porto Seguro. Mais tarde, em 1982, Karl Carstens, presidente da Alemanha Ocidental, tornou-se outra visita notável.
Em 1982, foi fundada uma segunda unidade, em Valinhos, no interior do estado, cidade que à época abrigava muitos imigrantes alemães que vieram trabalhar nas empresas da região. Em 1997 a unidade do Panamby foi construída para atender à demanda por vagas na unidade Morumbi. A inauguração contou com a participação do vice-chanceler da Alemanha Joschka Fischer como visita.
Em 2003, a instituição celebrou seu 125.º aniversário e promoveu um evento no Estádio Cícero Pompeu de Toledo, com um público de mais de 46 mil pessoas. Durante o evento, a cantora brasileira Fafá de Belém cantou o hino da escola.
O primeiro "Portinho" (instalação dedicada à Educação Infantil), foi inaugurado em 2002, em frente à unidade Panamby, na Rua Floriano Peixoto dos Santos, 55. Em 2007, veio o segundo, construído dentro da unidade do Morumbi, no lugar que um dia foi um dos estacionamentos da escola, que na época contava com mais dois. Atualmente todas as vagas estão reunidas em um único estacionamento coberto de dois andares, localizado embaixo do campo de futebol.
A partir de 2010, a escola criou o Portinho Valinhos, para crianças de até cinco anos de idade. No mesmo ano, o colégio iniciou as atividades na Escola da Comunidade Vila Andrade, com o objetivo de ampliar o atendimento às crianças provenientes de famílias com renda mensal per capita de até um salário mínimo e meio. Quase seiscentos novos alunos passaram a frequentar os turnos matutino e vespertino.

## Grade curricular
No Ensino Infantil, as crianças são estimuladas a interagir com o meio e a descobri-lo. Fazem parte da grade aulas de música, artes, letramento digital e alemão; o inglês é introduzido a partir do Infantil 5.
No Ensino Fundamental I os alunos têm aulas de português, matemática, ciências (basicamente, noções fundamentais de biologia e anatomia), estudos sociais (chamado de história/geografia na terceira e quarta séries), alemão, música, artes visuais e educação física. A partir do sexto ano, história e geografia são ensinadas separadamente, artes visuais são ensinadas junto com noções básicas de desenho geométrico. A partir do sexto ano, música não é mais ensinada. No oitavo ano, começam os cursos extras de espanhol. A partir do sexto ano, as aulas de português também são divididas entre língua (gramática e literatura) e redação (algo obrigatório nos vestibulares).
No Ensino Médio, todas as matérias determinadas pelo Ministério da Educação são ensinadas: português, inglês, história, geografia, matemática, física, química, biologia e educação física. O ensino de artes e desenho geométrico é mantido até o primeiro ano do colegial, e o de alemão e espanhol, até o segundo ano do colegial. No terceiro ano do colegial, foi implementado, em 2008, o ensino de atualidades, para discutir temas recentes de interesse nacional e mundial. Existe ainda a opção profissional, na área de Gestão com Habilitação Profissional em Comércio Exterior.

## Currículos
Há dois currículos (ou Züge, em alemão): Currículo A (brasileiro) e Currículo B (alemão). Às vezes, o Currículo C (veja abaixo) também é considerado um terceiro currículo.

### Currículo A (A-Zug)
O currículo brasileiro, que detém a maioria dos alunos e possui classes com uma média de trinta alunos, segue a mesma grade explicada acima.

### Currículo B (B-Zug)
O Currículo B é feito para estudantes alemães ou de origem alemã, embora brasileiros também possam estudar lá, desde que tenham um bom conhecimento da língua alemã. Além das aulas dadas também no Currículo A, em português, eles estudam história, física, química, biologia, artes, música, inglês, espanhol (facultativo), francês (facultativo), educação física (da primeira à quarta série e Abitur) e alemão na língua alemã, com professores estrangeiros (Geschichte, Mathematik, Physik, Chemie, Biologie, Kunst, Musik, Englisch, Spanisch, Französisch, Sport e Deutsch, respectivamente). As classes são geralmente menores, com cerca de vinte alunos cada, e a maioria estuda no período matutino.
Os alunos do maternal podem iniciar no Currículo B.

### Currículo C (C-Zug)
O Currículo C oferece aulas gratuitas para crianças e adolescentes da comunidade de Paraisópolis, localizada próximo à escola. Essas aulas são dadas à tarde. Todos os livros, cadernos, uniformes, alimentos e materiais são oferecidos pelo colégio.

## Unidades
Até o ano de 2018, o Porto Seguro contava com três unidades: Morumbi, Valinhos e Panamby, sendo que as três unidades contam também com unidades "Portinho", de maternal e a unidade da Vila Andrade, feita somente para alunos da comunidade (o que não interferiu no currículo da unidade Morumbi.
- Unidade 1 - no bairro paulistano do Morumbi, que abriga também a Escola da Comunidade
- Unidade 2 - na cidade de Valinhos
- Unidade 3 - no bairro paulistano do Panamby, que abriga também o Instituto Martius-Staden
- Unidade 4 - Portinho (na Unidade III)
- Unidade 5 - Portinho (na Unidade I)
- Unidade 6 - Portinho (na Unidade II)
- Unidade 7 - Vila Andrade (Escola da Comunidade)

## Alunos notórios
- Eva Todor - atriz[12]
- Geórgia Gomide - atriz[12]
- Giovanna Ewbank - atriz e modelo[13]
- Henrique Marques - atleta olímpico de esgrima[14]
- John Herbert -  ator, diretor e produtor [12]
- Ricardo Azevedo - escritor[12]
- Robert Scheidt – velejador [15]
- Sílvia da Suécia [16] - rainha consorte da Suécia
- Stefanie Kremser - escritora[17]
- Thaíssa Barbosa Presti - velocista olímpica[12]